# シナイ半島
| ナイル川河口（写真左半分）とシナイ半島（右半分） |                            |
| シナイ半島の位置                                 | 左がスエズ湾、右がアカバ湾 |

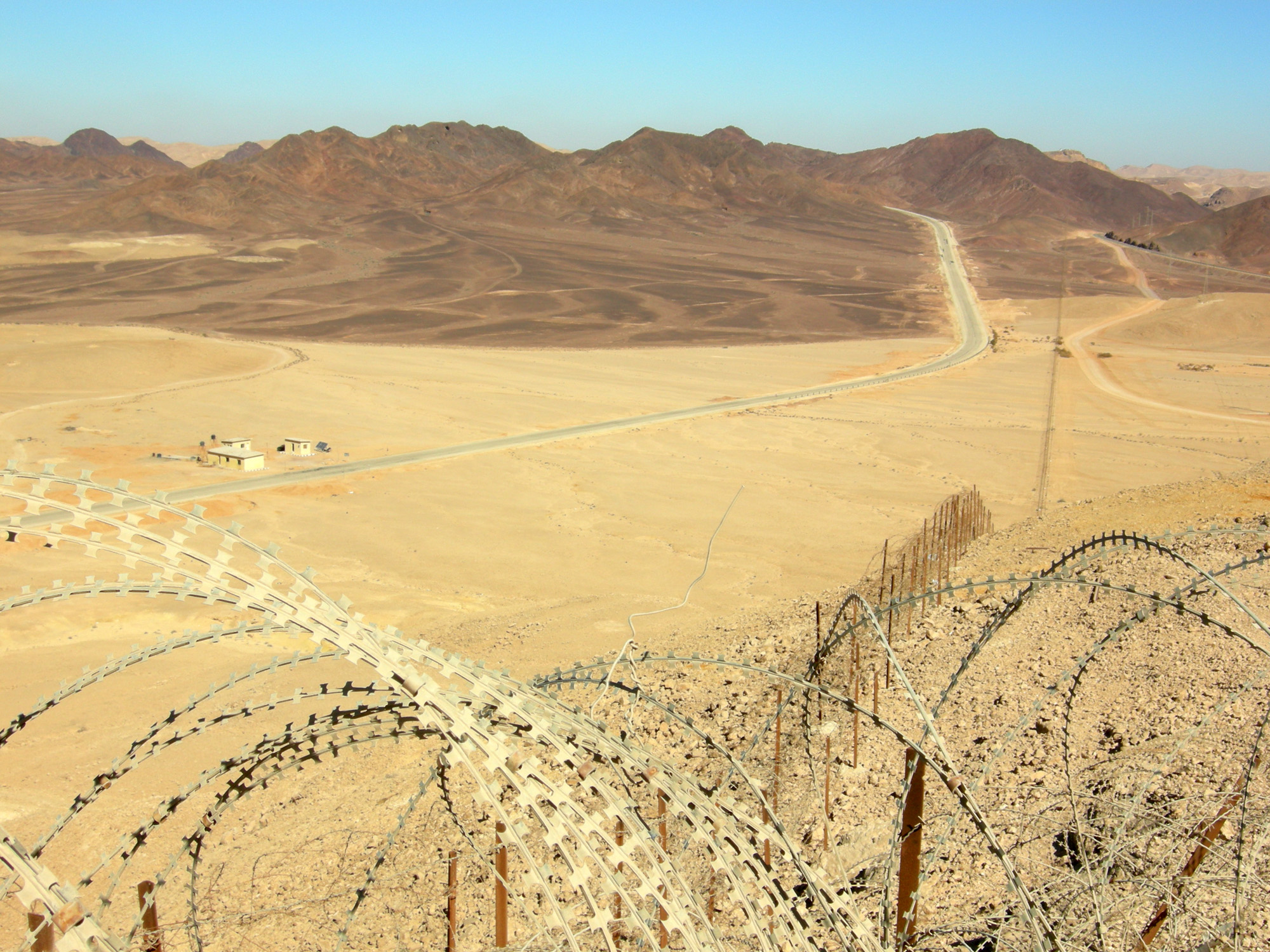
アカバ湾の最奥部（シナイ半島の東側の付け根）に位置する都市エイラートの北、エジプトとイスラエルの国境線。画像奥が北。

シナイ半島（シナイはんとう、アラビア語: شبه جزيرة سيناء, Shibh Jazīrat Sīnā'、ヘブライ語: חצי האי סיני, Chetzi HaYi Sinai）は、西アジアのアラビア半島とアフリカ大陸北東部の間にある半島。スエズ運河の開鑿前は、アフリカ大陸とユーラシア大陸を繋ぐ地峡であった。北は地中海、南は紅海、東はアカバ湾、西はスエズ湾にそれぞれ面している。南へ向けた三角形の形状をしており、南端にはムハンマド岬。南部にはシナイ山がある。
行政上はエジプト・アラブ共和国の北シナイ県と南シナイ県にあたる。2013年の人口は59万2222人。住民の多くはベドウィンである。南シナイ県は紅海とアカバ湾にはさまれた三角形で、沿岸地方で観光開発が行われ、外国人観光客が訪れる高級リゾート地がある。また、紅海は美しいダイビングスポットとして知られる。北シナイ県は西にスエズ運河、東にはイスラエルに面し、北東端でパレスチナ自治区（パレスチナ国）ガザ地区と接する。東側にファラオ島がある。

## 歴史
古代エジプトは、シナイ半島を経由してパレスチナやシリア方面に進出したり、逆に侵入を受けたりした。
出エジプト後ヘブライ人らはシナイ半島へ渡り、モーセがシナイ山で十戒を授かったとされる。シナイ山（ガバル・ムーサ）の麓には、337年にコンスタンティヌス帝の母ヘレナによって創建された聖カトリーナ修道院がある。
古代におけるナバテア王国、ローマ帝国、東ローマ帝国の領土を経て、中世から近世にかけてウマイヤ朝、アッバース朝、ファーティマ朝、アイユーブ朝、マムルーク朝、オスマン帝国と興亡するイスラム王朝の領域へと次々と移り変わっていった。
17世紀に入りオスマン帝国に陰りが見え始めると、オスマン帝国から独立したムハンマド・アリーによるムハンマド・アリー朝の支配下に置かれた。19世紀から20世紀半ばにかけてはエジプト全土とともにイギリスの勢力圏となり、1869年には西側にスエズ運河が建設された。
第二次世界大戦後は繰り返し中東戦争の戦場となった。第一次中東戦争（1948～49年）では、イスラエルを攻撃するエジプト軍が策源地として利用した。1952年にエジプト革命が起きると、そのままエジプト・アラブ共和国の領土となった。第二次中東戦争（1956～57年）ではイスラエルがほぼ全域を制圧したが、米ソの介入で撤退。第三次中東戦争（1967年）で再びイスラエルに占領され、第四次中東戦争（1973年）でも戦場となった。1978年のキャンプ・デービッド合意によりエジプトへ返還されることとなり、その後、順次返還された。
軍事的な要地ではあるが、南部の一部リゾート地を除いて経済開発は進んでおらず、住民のための水道・医療・教育などの公共サービスは不十分なままである。1990年代にイスラーム過激派組織が結成され、2004年にタバ、2005年にシャルム・エル・シェイク、2006年にダハブで外国人観光客を狙った爆破事件が起きた。2011年の革命の後はさらに治安が悪化し、様々な過激派組織が、天然ガスのパイプラインの破壊、イスラエルに対する越境攻撃、エジプト軍と警察に対する襲撃といった武装闘争を展開している。
2015年にはロシアの旅客機が墜落する事件が起き、ISIL系列のイスラム国（ISIL）シナイ州が犯行声明を出した。2018年には、シナイ半島の過激派をイスラエルが秘密裏に空爆し、エジプト政府もこれを容認していると報じられた。

## 主な都市

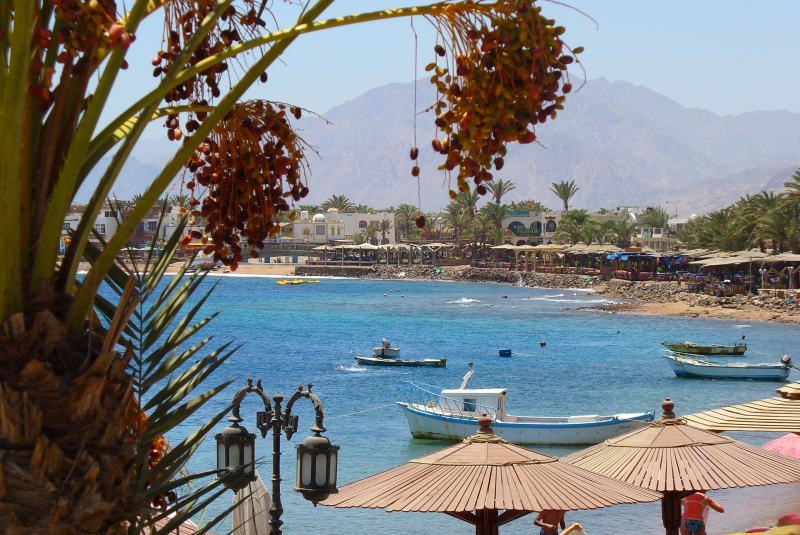
アカバ湾のリゾート、ダハブ

- シャルム・エル・シェイク
- ダハブ
- ヌウェイバ
- エル・アリシュ